# 台湾鉄路管理局DR2300型気動車
DR2300型気動車（ディーアール2300がたきどうしゃ）は、かつて台湾鉄路管理局（台鉄）で運用されていた気動車である。準同型のDR2400型気動車についても本項目で述べる。

## 概要

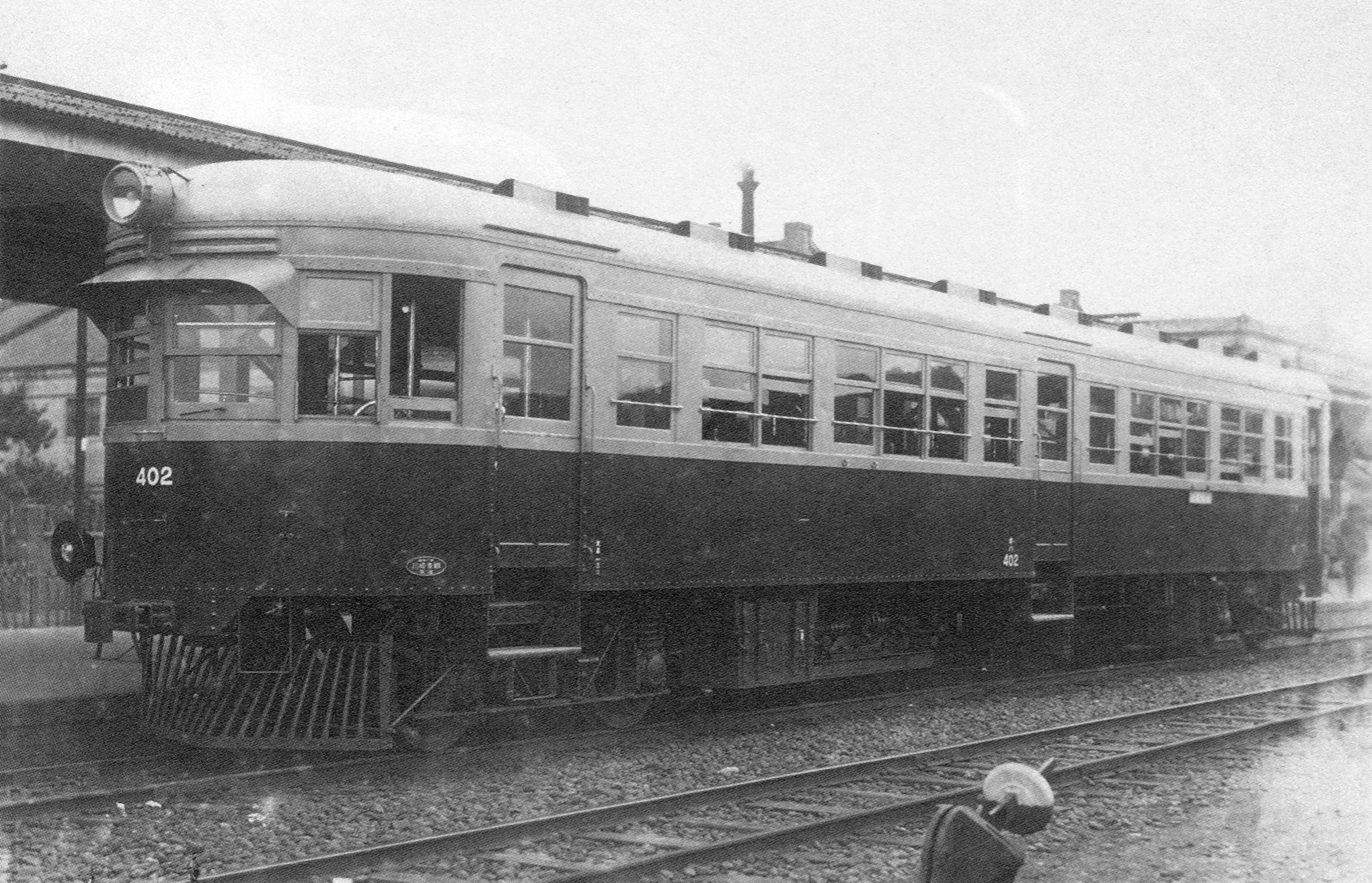
キハ402（1935年から1945年までの間）

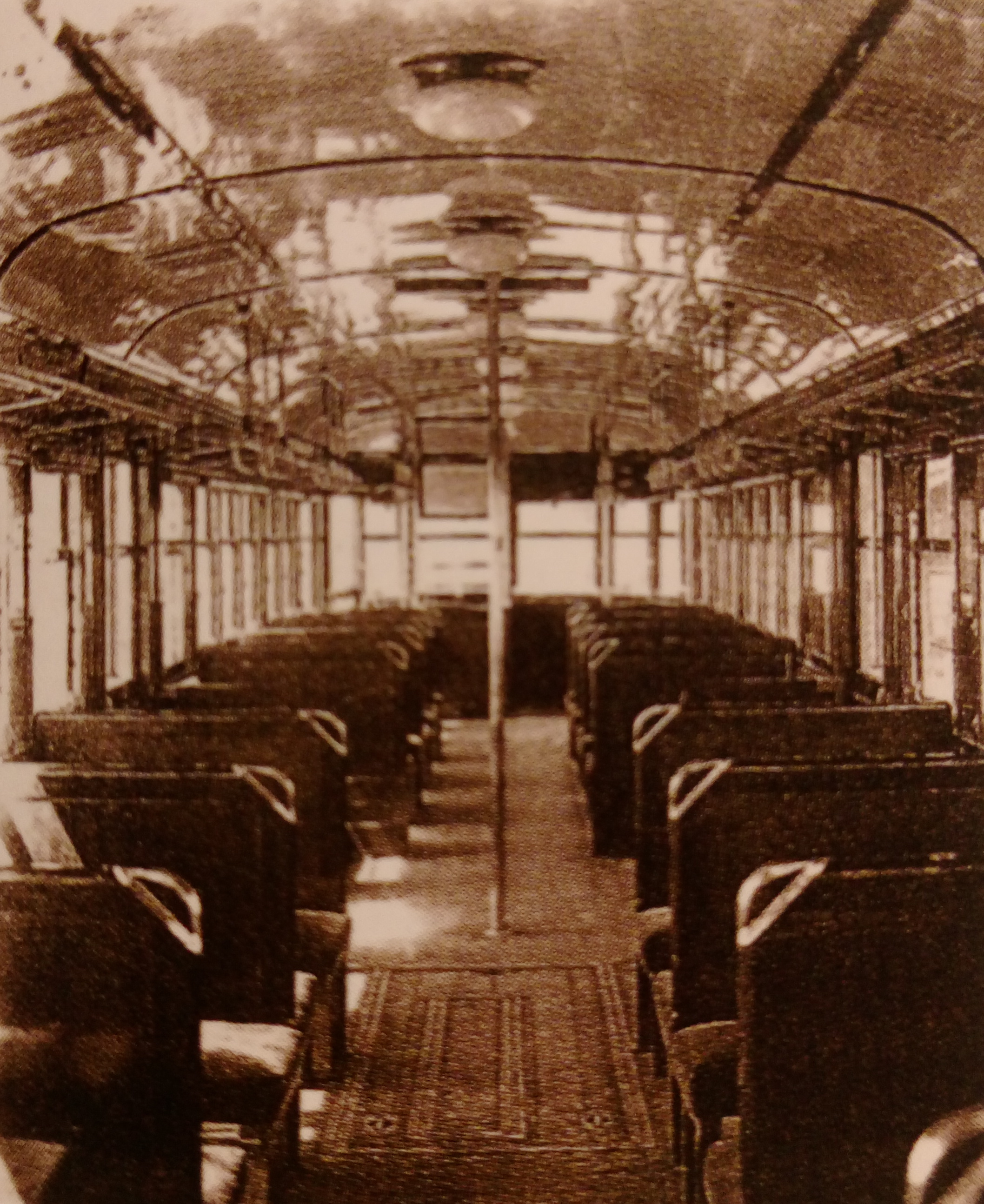
キハ400形の車内

前身は台湾総督府交通局鉄道部が1935年（昭和10年）に購入した機械式ガソリン動車で、日本車輌製造が製造した車両がキハ300形、川崎車輛が製造したのがキハ400形と形式が分けられたが、車体は同時期に製造された国鉄キハ42000形気動車とほぼ同型である。
まず1935年にキハ300形3両・キハ400形2両が、翌1936年にキハ300形2両・キハ400形2両が製造されたが、1937年にはキハ300形がナキハ2300形、キハ400形がナキハ2400形に改称され、また両形式とも2両ずつ増備された。
戦時中の廃車はなく、光復後は13両全車が接収され、それぞれ30GA2300型、30GA2400型ガソリンカー（中国語：汽油客車）と改番されたあとも、支線区で引き続き運用された。
1954年には、アメリカの援助で発動機をカミンズNHHB-600ディーゼルエンジン（200HP）に、変速機も液体式変速機に換装し（総括制御可能となり）、1957年には30DR2300型、30DR2400型ディーゼルカー（中国語：柴油客車）と改番された。
1955年 - 1958年にかけて車体更新が実施されたが、1957年までに更新された7両については、前面形状を平妻に改造された。先頭部には貫通扉が設置され、片側の運転台横には洗面所が設置されたが、それ以外の車体形状には大きな変更はなく、引き続き北部地区の支線を中心に使用された。一方、1958年に更新された6両については、追加工事で窓をバス窓に変更するなどの改造を受け、宜蘭線で使用された。
1960年頃、台車は高速走行に耐えるコイルバネ式の物に換装した。1969年 - 1970年には再び車体更新が行われ、DR2500型に類似した車体を新製し乗せ換えた。その後、35DR2300型、35DR2400型ディーゼルカーと改番された。
しかし車体の腐食が激しかったため、1983年から1985年にかけて唐栄鉄工廠で再度車体を新製し乗せ換えられ、窓がバス窓から1段上昇式に変更された。その後も支線区にて使用されていたが、1991年にDR2400型の1両が事故廃車され、残りの車両も、DR2100・2200型同様に、日本製のDR1000型に置き換えられ、1999年（民国88年）には全車廃車された。

## 現存車輌
- DR2303、DR2404：廃車後に花蓮機務段台東機務分段（中国語版）に疎開留置されたままになっていた。2018年6月、文化資産としての修復、展示のため台北機廠に搬入された[4]。その後台湾車輌にて修復され、2022年7月30日に国家鉄道博物館準備処のイベントで初めて披露された。博物館内にて動態保存予定。[5]

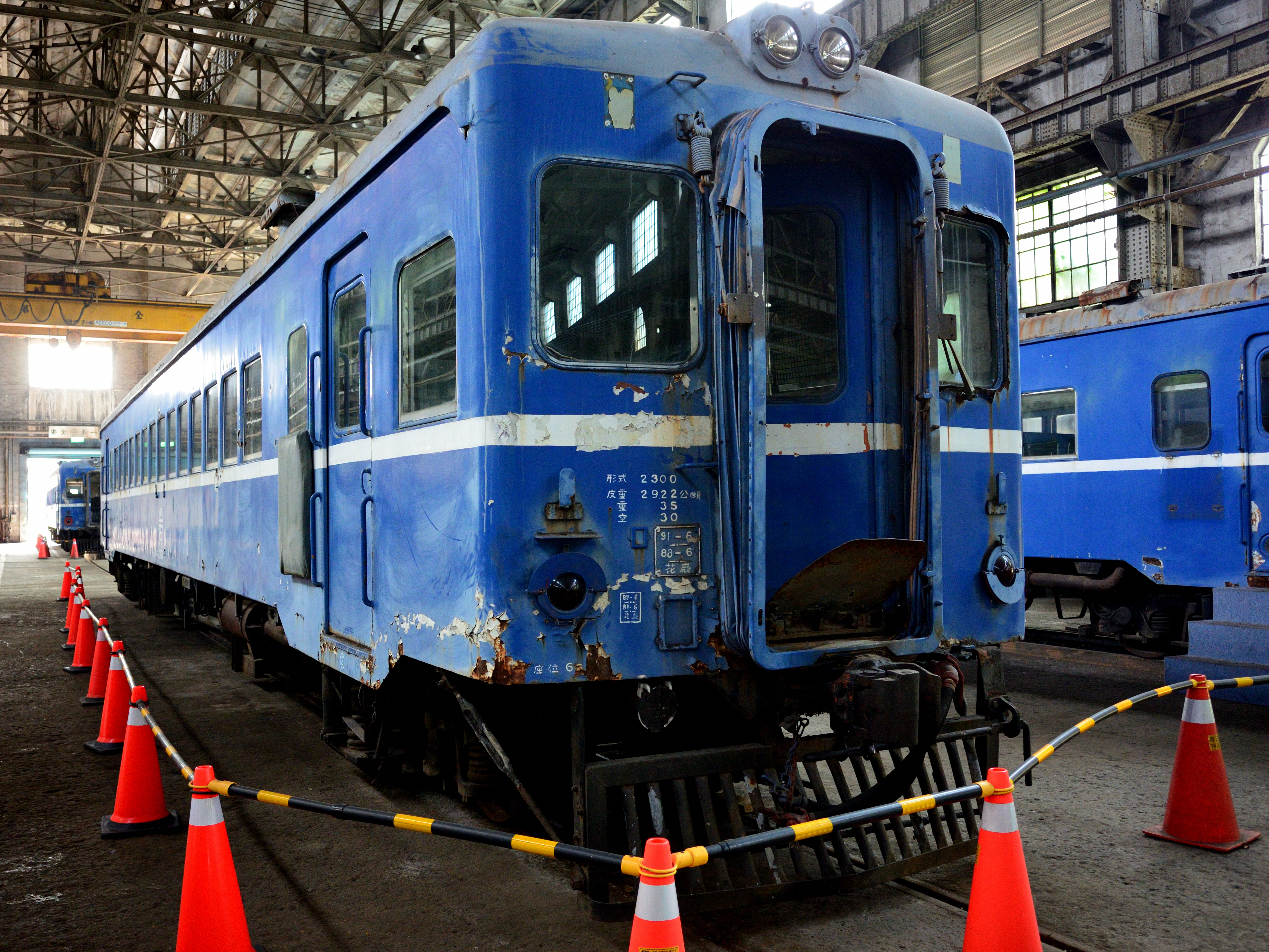
修復前のDR2303